# Crush - La storia di Matilde
Crush - La storia di Matilde è una serie televisiva italiana per ragazzi del 2025, diretta da Raffaele Androsiglio e prodotta da Stand by me in collaborazione con Rai Kids.
Si tratta del quarto capitolo della serie Crush, dopo Crush - La storia di Stella, Crush - La storia di Tamina e Crush - La storia di Diego .

## Trama
Matilde ha 15 anni e trascorre le sue giornate tra scuola, scherma e amiche. La sua vita viene però sconvolta dall'arrivo di Marco, ai suoi occhi il perfetto principe azzurro, del quale Matilde si innamora. Matilde è convinta di aver trovato il grande amore, ma ben presto capirà di essere finita in una relazione tossica.

## Episodi
| Stagione       | Episodi | Prima TV |
| -------------- | ------- | -------- |
| Prima stagione | 10      | 2025     |